# Línea Huéneja-Dólar a Minas del Marquesado
La línea Huéneja-Dolar a Minas del Marquesado es una línea férrea de ancho ibérico perteneciente a la red ferroviaria española. Inaugurada en 1916, el trazado constituye un ramal que enlaza el coto minero de Alquife con la red ferroviaria general a través de la estación de Huéneja-Dólar. En la actualidad las instalaciones se encuentran fuera de servicio y ningún tren circula por sus vías.

## Historia
Durante el último tercio del siglo XIX el capital de origen extranjero puso en explotación las minas del Marquesado, en la provincia de Granada, cuyos yacimientos eran de una gran riqueza en hierro. Tras la entrada en servicio de la línea Linares-Almería, en 1899, se tendieron diversos ramales para enlazar las minas de la comarca con el ferrocarril y dar salida al mineral hasta el puerto de Almería. En 1916 la Bairds Mining Company Limited, una empresa de capital británico, puso en marcha la construcción de un trazado de unos 14 kilómetros para enlazar sus concesiones en la zona con la estación de Huéneja-Dólar. La línea fue abierta al servicio el 20 de septiembre de 1916.
En 1929 las instalaciones pasaron a manos de la Compañía Andaluza de Minas. En 1941, con la nacionalización de la red ferroviaria de ancho ibérico, la línea pasó a titularidad de RENFE. A finales de la década de 1980 el trazado fue electrificado a 3 KV para permitir que las locomotoras eléctricas, con una mayor potencia, realizaran las labores de tracción de los trenes mineros. El declive y posterior cierre de las minas de Alquife, en 1996, dejaron al ramal virtualmente fuera de servicio.
En enero de 2005, con la división de RENFE, el trazado pasó a depender del ente Adif. En 2023 la línea fue excluida de la Red Ferroviaria de Interés General por no encontrarse en explotación.